# Манжу Рани
Манжу Рани (род. 26 октября 1999) — индийский боксёр. Призёр чемпионата мира 2019 года.

## Карьера
На Чемпионате Азии по боксу в Бангкоке в 2019 году, в весовой категории до 48 кг, она дебютировала, но выбыла из борьбы за медали на стадии второго круга.
Предолимпийский чемпионат мира 2019 года, который состоялся в Улан-Удэ в октябре, индийская спортсменка завершила финальным поединком, уступив российской спортсменке Екатерине Пальцевой по раздельному решению судей. В результате на одиннадцатом чемпионате мира по боксу среди женщин, в первый год международных стартов для себя, она завоевала серебряную медаль.